# Suzuki 750 Katana
La GSX 750 Katana est un modèle de motocyclette du constructeur japonais Suzuki.

## Histoire
La première 750 apparaît en 1982.
Les versions S, SS, S-2 et S-2C sont réservées au marché japonais. Elles reçoivent des guidons bracelets rehaussés.
La puissance passe à 69 ch à 8 500 tr/min pour 6,2 mkg à 7 000 tr/min sur les S-2 et S-2C, pour 223 kg.
La GSX 750 SZ reprend les caractéristiques des versions S et SS, elle utilise des guidons bracelets car réservées à l'exportation.
La GS 750 SD est réservée aux États-Unis et annonce 72 ch à 9 000 tr/min et 6,3 mkg à 7 000 tr/min pour 223 kg.
Contrairement à ses sœurs 1000 et 1100, la 750 reçoit une roue arrière de 18 pouces. Une fourche anti-plongée complète l'équipement.

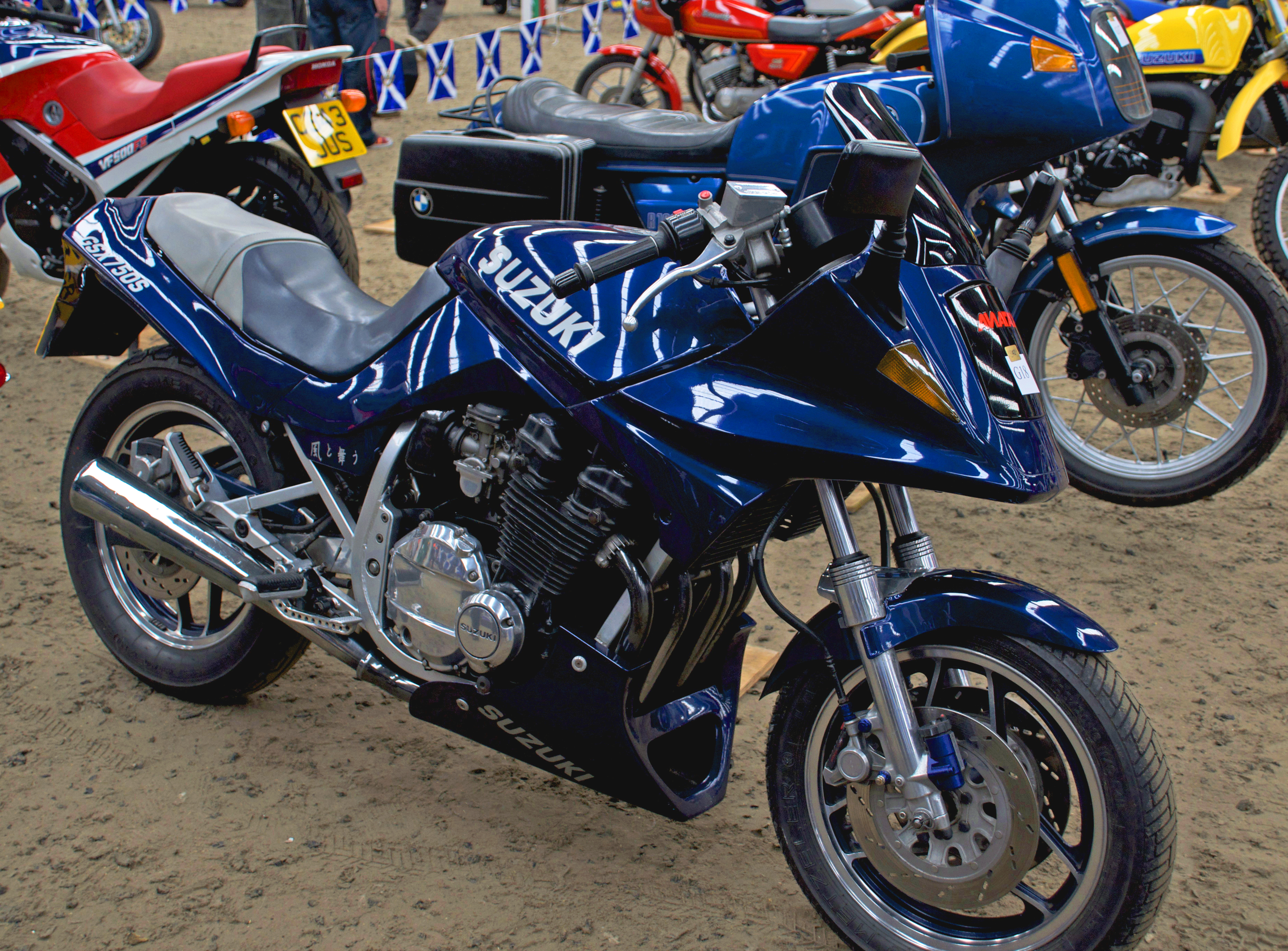
750 Katana Pop-Up.

La GSX 750 SE, SF et SG (ou S3 et S4) Pop-Up apparaît en 1984 et se distingue par son phare escamotable.
Sa puissance varie entre 84 ch à 9 000 tr/min (SE, SF et SG) à 69 ch à 8 500 tr/min (S3 et S4), dans les deux cas pour 6,5 mkg à 7 500 tr/min. L'alimentation utilise des carburateurs de 32 mm de diamètre.
Les roues sont de 16 pouces à l'avant et 17 à l'arrière.
Le cadre est en tube d'acier de section carrée aux endroits où il est visible, et ronde sur ses parties cachées.
Elle n'a été distribuée qu'au Japon, en Australie, en Nouvelle-Zélande et au Canada. En Europe, seul l'importateur anglais en a reçu 100 exemplaires par erreur, croyant avoir commandé un modèle antérieur. Sa commercialisation prend fin en 1986.